# Nickelfrei.de

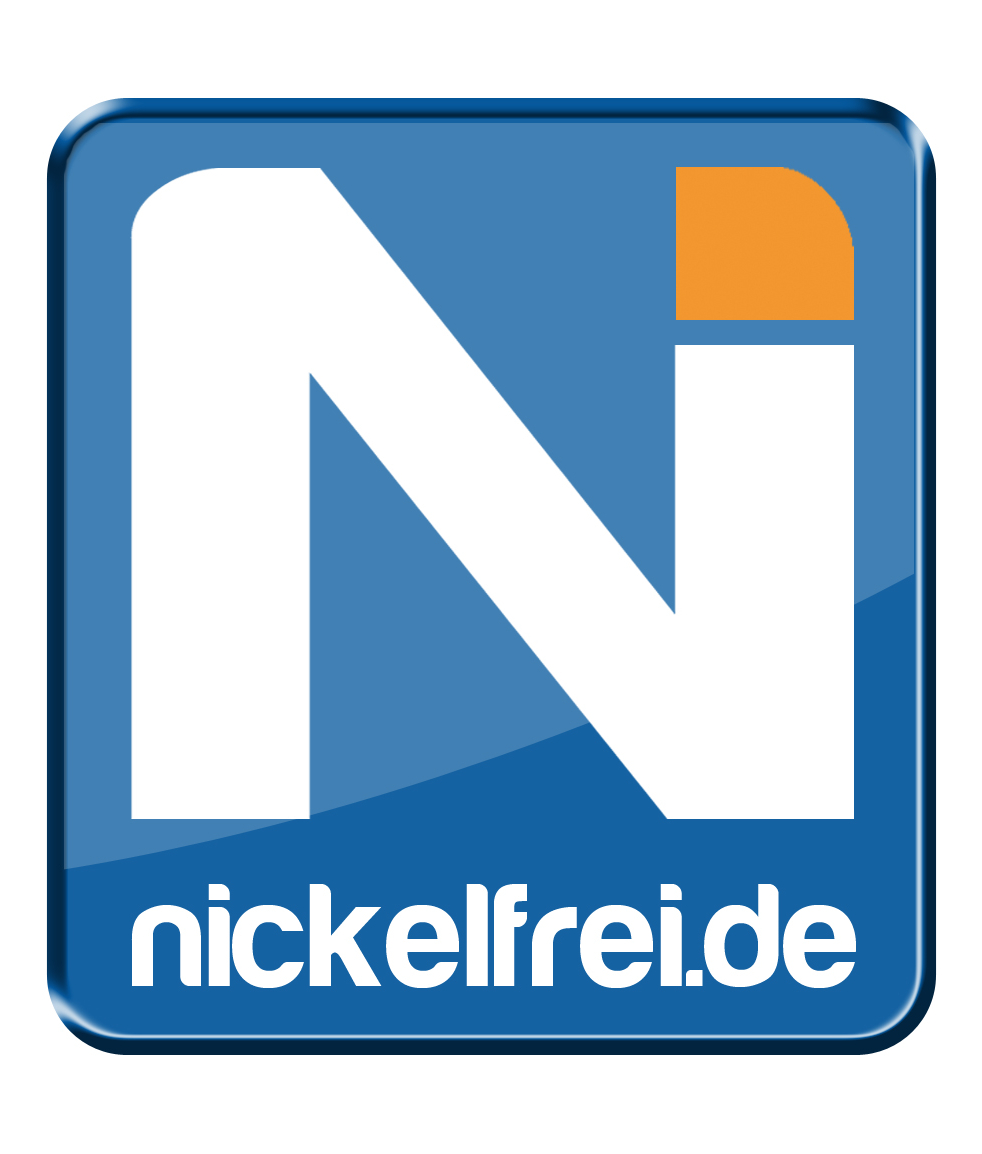
Offizielles Logo von Nickelfrei.de – "Ni" ist das chemische Elementsymbol für Nickel (Ordnungszahl: 28).

Nickelfrei.de ist ein medizinisches Informationsportal, das sich speziell an interessierte und ratsuchende Nickelallergiker richtet. Neben allgemeinen Daten und Fakten zu Ursachen, Symptomen, Diagnose und Therapie, informiert die Webpräsenz über aktuelle Erkenntnisse aus Forschung und Praxis sowie themenbezogene Neuerungen in der Gesundheitspolitik.

## Geschichte
Nickelfrei.de ist im Jahr 2009 aus einer privaten Initiative der Portalbetreiberin Stephanie Benn, selbst betroffene Allergikerin, entstanden. Mit dem Ziel einer umfassenden Aufklärung zum Thema Nickelallergie sowie einem aktiven Vorgehen gegen die von der Industrie häufig fälschliche Nutzung des Begriffs „nickelfrei“, wurde schließlich das „Informationsportal für Nickelallergiker“ realisiert. Dieses ist seit dem 12. Februar 2009 online unter der Domain www.nickelfrei.de zu finden. Zum 3-jährigen Bestehen wurde die Seite im Frühjahr 2012 neu gestaltet und in „Gesundheitsportal“ umbenannt.

## Inhalte
Nickelfrei.de bietet Ratsuchenden und Interessierten ein umfassendes Informationsangebot über Auslöser, Symptome, Diagnose und Therapie der Nickelallergie. Aktuelle Erkenntnisse aus Forschung und Praxis fließen ebenso in die redaktionelle Berichterstattung ein wie themenbezogene Neuerungen in der Gesundheitspolitik. Die Informationsverbreitung erfolgt primär in Form von Online-Artikeln. Ferner werden in Zusammenarbeit mit Autorin und Allergieberaterin Roswitha Stracke monatlich neue Koch- und Backrezepte für die nickelarme Zubereitung von süßen wie herzhaften Speisen veröffentlicht.
Das Portal fungiert darüber hinaus als Interessenvertretung und Ansprechpartner für betroffene Allergiker. Neben einer seriösen Aufklärungsarbeit bemüht sich Nickelfrei.de, das Verständnis für die Probleme von Nickelallergikern in der Gesellschaft zu verbessern.
Im Forum können sich Nutzer mit Leidensgenossen austauschen oder sich kostenlos von fachkundigen Experten beraten lassen.

## Hintergrund
Nickelallergie ist die mit Abstand häufigste Kontaktsensibilisierung. Europaweit leiden etwa 65 Millionen Menschen an allergischen Reaktionen auf Nickelkontakt, in Deutschland sind es gegenwärtig rund 11 Prozent der Bevölkerung (ca. 9 Millionen Menschen), wobei Frauen mit bis zu 20 Prozent deutlich häufiger betroffen sind als Männer (4 bis 5 %).
Eine Nickelallergie ist eine allergische Abwehrreaktion des Körpers, die sowohl infolge direkten Hautkontakts (Kontaktallergie) wie auch nach dem Verzehr nickelhaltiger Kost (Lebensmittelallergie) erfolgen kann. Schon geringe Mengen Nickel reichen aus, um bei Allergikern entzündliche Hautbildveränderungen (Juckreiz, Rötungen, Ekzeme) hervorzurufen. Nickel ist in zahlreichen Gebrauchsgegenständen enthalten, so etwa in Schmuck, Münzen, Verschlüssen, Kochgeschirr, Prothesen, Farben und Kosmetik, aber auch zahlreichen Lebensmitteln. Die Diagnose Nickelallergie bedeutet für Betroffene daher meist eine erhebliche Einschränkung ihrer Lebensqualität. Eine Heilung ist nicht möglich.
Mit Inkrafttreten des „Aktionsplan gegen Allergien“ im Jahr 2007, initiiert durch das Bundesministerium für Ernährung, Landwirtschaft und Verbraucherschutz (BMELV), hat auch die Politik unlängst auf das epidemische Ausmaß der Allergieproblematik reagiert. Im Vorwort des Aktionsprogramms fordert Bundesministerin Ilse Aigner (CDU), Allergiker und ihre Familien mit ihren Problemen nicht alleine zu lassen. Ziel des nationalen Aktionsplans ist es daher, die Lebensqualität für Allergiker zu erhöhen und den Zugang zu verlässlichen Informationen rund um das Thema Allergien zu erleichtern.
Nickelfrei.de handelt gemäß dieser gesundheitspolitischen Zielsetzung.

## Finanzierung
Nickelfrei.de ist ein gemeinnütziges, privat finanziertes Non-Profit-Projekt, das keinerlei Einnahmen generiert. Das Gesundheitsportal ist unabhängig, es erfolgt keine Förderung bzw. Sponsoring durch (Pharma)Industrie, Verlags- oder Gesundheitswesen.

## Reputation

### Zertifikate
Internetauftritt und Informationsangebot von Nickelfrei.de sind unlängst zertifiziert worden. Aktuell trägt das Gesundheitsportal die Gütesiegel dreier Organisationen der Qualitätsförderung und -kontrolle medizinischer Inhalte im Internet (Stand: 8. November 2012).
Seit Dezember 2011 ist Nickelfrei.de Träger des Afgis-Qualitätslogos, ein Gütesiegel zur Kennzeichnung geprüfter und qualitativ hochwertiger Gesundheitsinformationsangebote im Internet, welches vom Aktionsforum Gesundheitsinformationssystem (Afgis) e. V. verliehen wird. Im Februar 2012 ist Nickelfrei.de von der Stiftung Health on the Net (HON) mit dem HONcode-Zertifikat ausgezeichnet worden. Dieses dient zur Kennzeichnung geprüfter, transparenter und qualitativ hochwertiger Gesundheitsinformationen im Internet. Im September 2012 folgte die Aufnahme in das MediSuch-Verzeichnis, eine vom Institut für Qualität und Transparenz von Gesundheitsinformationen (IQTG) betriebene Suchmaschine für medizinische und gesundheitsbezogene Web-Inhalte. Das Zertifikat bestätigt Qualität, Transparenz und Neutralität der ausgezeichneten Informationsangebote.

### Medien
Das Gesundheitsportal hat bereits in diversen medizinischen Fachmedien positive Erwähnung gefunden, so etwa in der Ärzte Zeitung oder dem Deutschen Ärzteblatt. Weitere Beiträge finden sich im Gesundheitsmagazin Gesund leben heute sowie dem Ratgeber Depub.info.

### Gesundheitswesen
Zahlreiche Institutionen der Gesundheitsförderung verweisen auf Nickelfrei.de, darunter das Bundesamt für Verbraucherschutz und Lebensmittelsicherheit, die Bundesärztekammer (BÄK) und Kassenärztliche Bundesvereinigung (KBV), die Bundeszentrale für gesundheitliche Aufklärung (BZgA), der Deutsche Allergie- und Asthmabund (DAAB) e. V., die Deutsche Haut- und Allergiehilfe (DHA) e. V., das Bibliotheksservice-Zentrum Baden-Württemberg sowie das Regionalmanagement Gesundheit Südholstein (MedComm).